# Oecleus vates
Oecleus vates är en insektsart som beskrevs av Kramer 1977. Oecleus vates ingår i släktet Oecleus och familjen kilstritar. Inga underarter finns listade i Catalogue of Life.